# 독일의 제위 계승 순위
독일 제국과 프로이센 왕국은 1918년 제1차 세계 대전 패전의 결과로, 바이마르 공화국이 출현하면서 제정이 몰락하였다. 하지만 호엔촐레른 왕가는 현재 유지되고 있으며, 이름뿐인 작위인 독일의 제위와 프로이센의 왕위는 자손들에게 계속 전해지고 있다. 현재 독일의 황제이자 프로이센의 왕은 게오르크 프리드리히 폰 프로이센이며, 제위 계승 순위 1위는 크리스티안 지기스문트 폰 프로이센이다.

## 제위 계승 순위
1. 크리스티안 지기스문트 폰 프로이센 (1946년), 프로이센 왕자 루이스 페르디난트의 아들.
2. 크리스티안 루트비히 폰 프로이센 (1986년), 프로이센 왕자 크리스티안 지기스문트의 아들.
3. 빌헬름 카를 폰 프로이센 (1955년), 빌헬름 카를 폰 프로이센의 아들.
4. 오스카르 폰 프로이센 (1959년), 루이스 페르디난트 폰 프로이센의 아들.
5. 오스카르 폰 프로이센 (1993년), 오스카르 폰 프로이센의 아들.
6. 알베르트 폰 프로이센 (1998년), 오스카르 폰 프로이센의 아들.
7. 프란츠 빌헬름 폰 프로이센 (1943년), 프로이센 왕자 요아킴의 손자.
8. 게오르기 미하일로비치 로마노프 (1981년), 프란츠 빌헬름 폰 프로이센의 아들.